# Сабо, Амаду
Махамаду́ Амаду́ Сабо́ (фр. Mahamadou Amadou Sabo; род. 30 мая 2000, Ниамей, Нигер) — нигерский футболист, полузащитник команды «Клуб Африкен» и сборной Нигера по футболу.

## Карьера

### «Бизертен»
Перешёл в тунисский «Бизертен» в декабре 2020 года. Дебютировал в тунисской Лиге 1 в матче против «Метлауи». В Кубке Туниса сыграл в матче второго круга против команды «Сфаксьен».

### «Клуб Африкен»
В 2021 году стал игроком команды «Клуб Африкен».

## Карьера в сборной
Играл за сборную Нигера до 20 лет. В матче молодёжного африканского Кубка наций сыграл против команды ЮАР в 2019 году. Отличился забитым мячом в матче со сверстниками из Бурунди. За основную сборную Нигера дебютировал в матче против Гамбии.